# سقانفار تلیگران
سقانفار تلیگران مربوط به دوره قاجار است و در شهرستان بابل، بخش لاله آباد، دهستان کاری پی، روستای تلیگران واقع شده و این اثر در تاریخ ۲۶ اسفند ۱۳۸۶ با شمارهٔ ثبت ۲۱۹۶۸ به‌عنوان یکی از آثار ملی ایران به ثبت رسیده است.